# Отравление пестицидами
Отравление пестицидами происходит, когда пестициды, химические вещества, предназначенные для борьбы с вредителями, воздействуют на нецелевые организмы, такие как человек, дикая природа, растения или пчёлы. Существует три типа отравления пестицидами. Первый из этих трёх видов — это однократное и кратковременное очень высокое воздействие, которое могут испытать люди, совершающие самоубийства, а также те, кто работает с пестицидами. Второй тип отравления — длительное высокоуровневое воздействие, которое может произойти у тех, кто работает с пестицидами или их производит. Третий тип отравления — это длительное низкоуровневое воздействие, которому люди подвергаются из таких источников, как остатки пестицидов в пищевых продуктах, а также контакт с остатками пестицидов в воздухе, воде, почве, осадках, пищевых материалах, растениях и животных.
В развивающихся странах, таких как Шри-Ланка, наиболее тревожным типом отравления является отравление пестицидами в результате кратковременного очень высокого уровня воздействия (острое отравление). Однако в развитых странах, таких как Канада, всё наоборот: острое отравление пестицидами контролируется, что делает основной проблемой долгосрочное низкоуровневое экспозиционное воздействие пестицидов.
Острое отравление пестицидом возникает, когда в организм однократно попадает большое количество токсического вещества. Острое отравление проявляется через короткий промежуток времени и сопровождается интенсивным развитием заболевания, специфическим для каждого соединения или группы веществ.

## Причины
Наиболее распространёнными сценариями воздействия в случаях отравления пестицидами являются случайное или самоубийственное отравление, отравление работников, связанное с их профессиональной деятельностью, побочное воздействие пестицидов, дрейфующих не по назначению, а также отравление широкой общественности, которая подвергается воздействию заражённой окружающей среды.

### Случайная или самоубийственная
Самоповреждение сельскохозяйственными пестицидами представляет собой серьезную скрытую проблему здравоохранения, на долю которой приходится примерно одна треть всех самоубийств в мире. Это одна из наиболее распространенных форм наносимых себе травм на Глобальном Юге. По оценкам Всемирной организации здравоохранения, только в Азиатско-Тихоокеанском регионе от самоповреждения ежегодно умирает 300 000 человек. Большинство случаев преднамеренного отравления пестицидами, по-видимому, являются импульсивными действиями, предпринимаемыми во время стрессовых событий, а доступность пестицидов сильно влияет на частоту самоповреждения. Пестициды — это агенты, наиболее часто используемые фермерами и студентами в Индии для совершения самоубийств.

### Профессиональная деятельность
Отравление пестицидами является важной проблемой в области гигиены труда, поскольку пестициды используются во многих отраслях промышленности, что подвергает опасности множество различных категорий работников. Широкое применение подвергает сельскохозяйственных рабочих особенно высокому риску заболеваний, вызванных пестицидами. Воздействие может происходить в результате вдыхания паров пестицидов и часто происходит в условиях, включающих опрыскивание теплиц и другие закрытые среды, такие как тракторные кабины, или при работе роторных вентиляторных распылителей тумана в помещениях или местах с плохими вентиляционными системами. Рабочие в других отраслях промышленности также подвержены риску воздействия пестицидов. Например, коммерческая доступность пестицидов в магазинах подвергает работников розничной торговли риску подвергнуться воздействию и болезням при работе с пестицидной продукцией. Повсеместное распространение пестицидов подвергает риску работников служб экстренного реагирования, таких как пожарные и полицейские, поскольку они часто являются первыми, кто реагирует на чрезвычайные ситуации, и могут не знать о наличии опасности отравления. Процесс дезинсекции самолетов, при котором пестициды используются на входящих международных рейсах для борьбы с насекомыми и болезнями, может также сделать больными стюардесс.
Различные профессиональные функции могут привести к различным уровням воздействия. Большинство профессиональных воздействий вызвано абсорбцией через открытую кожу, такую как лицо, руки, предплечья, шея и грудная клетка. Это воздействие иногда усиливается при вдыхании, включая опрыскивание в теплицах и других закрытых помещениях, в кабинах тракторов, а также при работе роторных распылителей тумана с вентилятором.

### Жильё
Думая об отравлении пестицидами, нельзя не принимать во внимание вклад, вносимый собственным домашним хозяйством. Большинство домохозяйств в Канаде используют пестициды, участвуя в таких видах деятельности, как садоводство. В Канаде 96 % домохозяйств сообщают о наличии газона или сада. 56 % домохозяйств, имеющих газон или сад, используют удобрения или пестициды. Такая форма использования пестицидов может способствовать третьему типу отравления, вызываемого длительным низкоуровневым воздействием. Как упоминалось выше, длительное низкоуровневое воздействие затрагивает отдельных лиц из таких источников, как остатки пестицидов в пищевых продуктах, а также контакта с остатками пестицидов в воздухе, воде, почве, осадочных отложениях, пищевых материалах, растениях и животных.

## Патологическая физиология

### Хлорорганические соединения

DDT, хлорорганическое соединение

Хлорорганические пестициды, такие как ДДТ, альдрин и дильдрин, чрезвычайно устойчивы и накапливаются в жировой ткани. В процессе биоаккумуляции (меньшие количества в окружающей среде последовательно увеличиваются вверх по пищевой цепи) большое количество хлорорганических веществ может накапливаться в верхних видах, таких как человек. Существуют веские доказательства того, что ДДТ и его метаболит ДДЭ действуют как эндокринные разрушители, нарушая гормональную функцию эстрогенов, тестостерона и других стероидных гормонов.

### Соединения ингибиторы ацетилхолинэстеразы

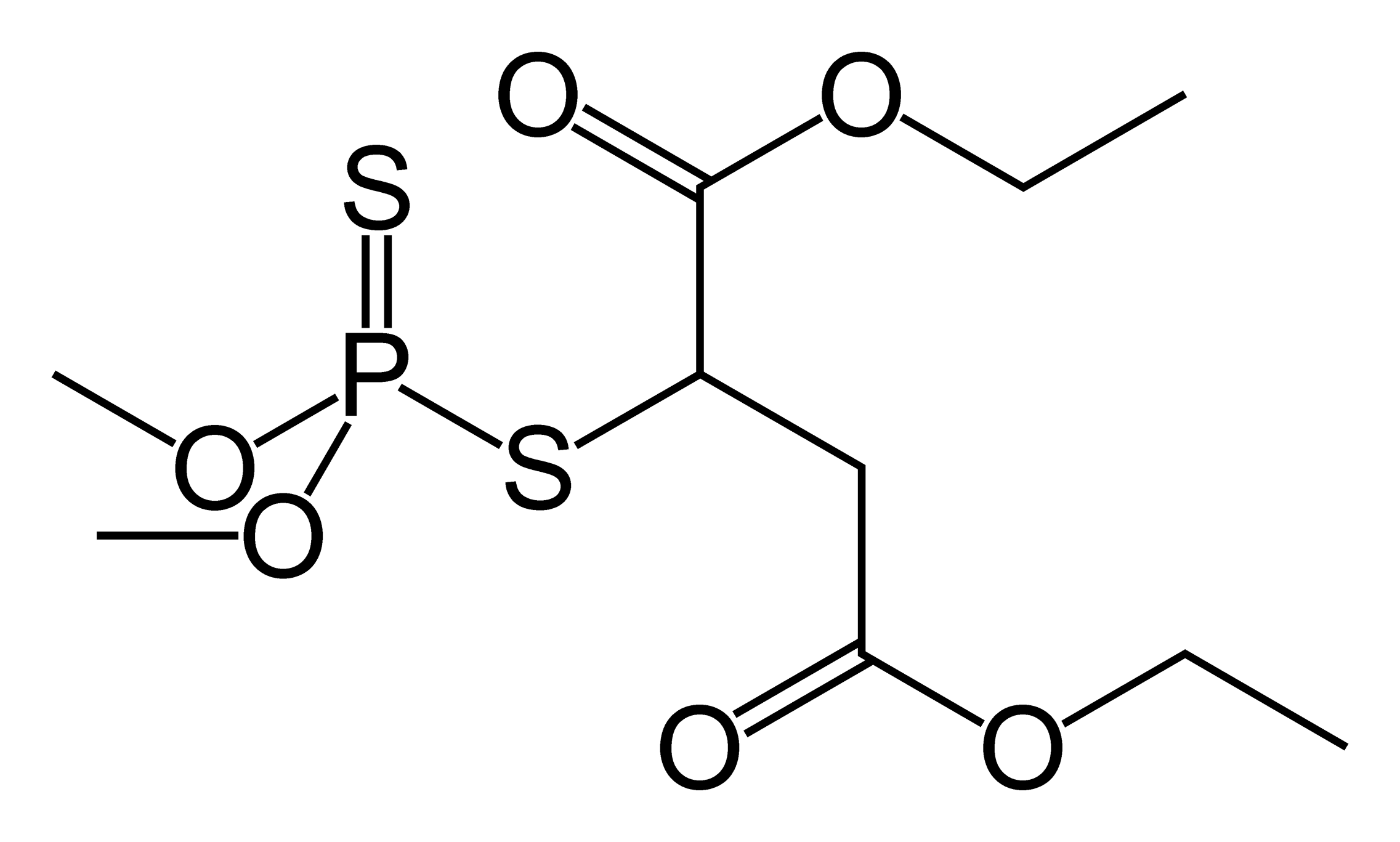
Малатион — фосфорорганическая антихолинэстераза

Холинэстеразоингибирующие пестициды, известные также как органофосфаты, карбаматы и антихолинэстеразы, наиболее часто участвуют в отравлениях пестицидами, связанных с профессиональной деятельностью, во всем мире. Помимо острых симптомов, включая холинергический кризис, некоторые органофосфаты длительное время вызывают отложенную токсичность для нервных клеток, которая часто бывает необратимой. Несколько исследований показали устойчивый дефицит когнитивных функций у работников, хронически подвергающихся воздействию пестицидов.

## Диагностика
Большинство заболеваний, связанных с пестицидами, имеют признаки и симптомы, сходные с обычными медицинскими заболеваниями, поэтому для правильной диагностики отравления пестицидами необходимо иметь полный и подробный экологический и профессиональный анамнез. Несколько дополнительных скрининговых вопросов о работе и домашней обстановке пациента, в дополнение к типичному опросу о состоянии здоровья, могут указать на то, имело ли место потенциальное отравление пестицидами.
При регулярном использовании карбаматов и фосфорорганических пестицидов важно сделать исходный тест на холинэстеразу. Холинэстераза является важным ферментом нервной системы, и эти химические группы убивают вредителей и потенциально травмируют или убивают людей, ингибируя холинэстеразу. Если у кого-то был сделан исходный тест, а позже он подозревает отравление, то можно определить степень проблемы путем сравнения текущего уровня холинэстеразы с уровнем исходного теста.

## Профилактика
Случайных отравлений можно избежать путём правильной маркировки и хранения тары. Протоколы безопасности для уменьшения воздействия включают использование средств индивидуальной защиты, мытьё рук и подверженной воздействию кожи как во время, так и после работы, переодевание между рабочими сменами, а также проведение тренингов по оказанию первой помощи и составление протоколов для работников.
Средства индивидуальной защиты для предотвращения воздействия пестицидов включают использование респиратора, очков и защитной одежды, которые, как было показано, снижают риск развития вызванных пестицидами заболеваний при работе с пестицидами. Исследование показало, что риск острого отравления пестицидами снизился на 55 % у фермеров, которые приняли дополнительные меры индивидуальной защиты и были осведомлены как о средствах защиты, так и о риске воздействия пестицидов. Воздействие можно значительно снизить при работе с пестицидами или их применении путем защиты определённых участков тела, где кожа проявляет повышенную абсорбцию, таких как мошонка, подмышки, лицо, кожа головы и кисти рук. Использование перчаток, устойчивых к воздействию химикатов, как было показано, снижает загрязнение на 33-86 %.

## Лечение
Специфическое лечение острых отравлений пестицидами часто зависит от пестицида или класса пестицида, ответственного за отравление. Однако существуют основные методы лечения, которые применимы к большинству острых отравлений, включая обеззараживание кожи, защиту дыхательных путей, обеззараживание желудочно-кишечного тракта и лечение припадков.
Обеззараживание кожи проводится во время проведения других спасательных мероприятий. Одежду снимают, пациента омывают водой с мылом, а волосы шампунем, удаляют химические вещества с кожи и волос. Глаза промывают водой в течение 10-15 минут. Пациента интубируют и при необходимости вводят кислород. В более тяжёлых случаях лёгочная вентиляция иногда должна поддерживаться механическиСм. Примечание 1. Судороги обычно устраняются лоразепамом, фенитоином и фенобарбиталом или диазепамом (особенно при отравлениях хлорорганическими веществами).
Не рекомендуется регулярно использовать Промывание желудка при лечении отравлений пестицидами, так как клиническая польза не была подтверждена в контролируемых исследованиях; оно показано только в том случае, если пациент принял потенциально опасное для жизни количество яда и явился на лечение в течение 60 минут после приёма. Вводится орогастральная трубка и желудок промывается физраствором, чтобы попытаться удалить яд. Если пациент страдает неврологическим заболеванием, то для защиты дыхательных путей предварительно вставляют эндотрахеальную трубку с манжетой. Исследования восстановления яда в течение 60 минут показали восстановление 8 %-32 %. Однако имеются также доказательства того, что промывание может смыть материал в тонкий кишечник, увеличивая его всасывание
. Промывание противопоказано в случае употребления углеводородов.
Иногда применяют Активированный уголь, так как было доказано, что он успешно применяется с некоторыми пестицидами. Исследования показали, что он может уменьшить количество поглощённых пестицидов, если дать его в течение 60 минут, хотя нет достаточных данных, чтобы определить, является ли процедура эффективной, если время от приема внутрь пестицидов до процедуры превышает вышеуказанное время. Сироп из Ипекакуаны (рвотного корня) не рекомендуется для большинства отравлений пестицидами из-за потенциального вмешательства в работу других антидотов и регургитации, увеличивающей воздействие пестицида на пищевод и область ротовой полости.
Гидрокарбонат натрия применялся при острых отравлениях гербицидами хлорофенокси (такими как 2,4-D, MCPA, 2,4,5-T и mecoprop), тем не менее, доказательства, подтверждающие его применение, неудовлетворительны.

## Эпидемиология
Острое отравление пестицидами является крупномасштабной проблемой, особенно в развивающихся странах.
«Большинство оценок, касающихся масштабов острого отравления пестицидами, основаны на данных о госпитализации, которые включают только наиболее серьёзные случаи. Последняя оценка целевой группы ВОЗ показывает, что ежегодно может иметь место 1 млн случаев серьёзного непреднамеренного отравления и, кроме того, 2 млн человек госпитализированы в связи с попытками самоубийства с помощью пестицидов. Это неизбежно отражает лишь малую часть реальной проблемы. На основании опроса о саморегистрируемых случаях незначительного отравления, проведённого в азиатском регионе, можно предположить, что ежегодно до 25 млн сельскохозяйственных рабочих в развивающихся странах страдают от эпизода отравления». В Канаде в 2007 году было зарегистрировано более 6000 случаев острого отравления пестицидами.
Оценить количество хронических отравлений во всем мире сложнее.

## Общество и культура
Научная книга Рейчел Карсон по экологии 1962 года «Безмолвная весна» вызвала первую большую волну общественного беспокойства по поводу хронического воздействия пестицидов.

## Другие живые организмы
Очевидным побочным эффектом использования химического вещества, предназначенного для убийства, является то, что оно, скорее всего, убьёт не только желаемый организм. Контакт с орошаемым растением или «сорняком» может оказать влияние на местную дикую природу, в первую очередь на насекомых. Причиной для беспокойства является то, как вредители (по причине применения пестицидов) наращивают сопротивляемость. Фитофаги способны наращивать эту сопротивляемость, поскольку они легко поддаются эволюционной диверсификации и адаптации. Проблема заключается в том, что для получения того же желаемого эффекта от пестицидов их необходимо делать все сильнее и сильнее с течением времени. Отдача от применения более сильных пестицидов на растительности приводит к негативным последствиям для окружающей среды, а также способствует долговременному низкоуровневому воздействию пестицидов на потребителей.